# Carlos Ramírez (Radsportler)
Carlos Alberto Ramírez Yepes (* 12. März 1994 in Medellín) ist ein kolumbianischer Radrennfahrer, der im BMX-Racing aktiv ist.

## Sportlicher Werdegang
Mit dem BMX-Rennsport begann Ramírez im Alter von 5 Jahren. Im Jahr 2002 wurde er Weltmeister in der Altersklasse der Achtjährigen. In den Folgejahren bis zum 16. Lebensjahr stand er noch viermal auf dem Podium der Weltmeisterschaften im Nachwuchsbereich und jedes Jahr unter den Top 10.
Nach dem Wechsel zu den Junioren wurde Ramírez 2012 bei den UCI-BMX-Race-Weltmeisterschaften Junioren-Weltmeister im BMX-Rennen. Seit 2013 startete er im Weltcup, seine besten Einzelplatzierungen waren bis 2020 jeweils ein zweiter Platz in der Saison 2017 und 2020, in der Weltcup-Gesamtwertung Rang 3 in der Saison 2020. In der Saison 2021 gewann er in Sakarya erstmals ein Weltcuprennen und verbesserte sich noch einmal auf den zweiten Platz der Gesamtwertung.
2016 nahm Ramírez am BMX-Rennen bei den Olympischen Sommerspielen in Rio de Janeiro teil und gewann die Bronzemedaille. Im olympischen BMX-Rennen 2021 wiederholte er diese Leistung. Bei seiner dritten Teilnahme, im olympischen BMX-Rennen 2024, hatte er weniger Glück; er musste nach einem Sturz in den Hoffnungslauf, wo er auf der Zielgeraden erneut in eine Kollision verwickelt wurde und sich die rechte Hand brach. Zahlreiche Medaillen gewann Ramírez bei Wettkämpfen in Lateinamerika.

## Erfolge
2012
- Weltmeister (Junioren) – Race

2016
- Olympische Spiele – Race
- Panamerika-Meisterschaften – Race
- Kolumbianischer Meister – Race

2017
- Bolivarische Spiele – Race

2018
- Zentralamerika- und Karibikspiele – Race
- Südamerika-Spiele – Race

2021
- Olympische Spiele – Race
- ein Weltcup-Erfolg UCI-BMX-Race-Weltcup

2023
- Panamerika-Meisterschaften – Race
- Zentralamerika- und Karibikspiele – Race
- Panamerikaspiele – Race